# Ingeniør Valdemar Poulsen paa sin Station for traadløs Telegrafi
Ingeniør Valdemar Poulsen paa sin Station for traadløs Telegrafi er en dansk kort dokumentarisk stumfilm fra 1912 med ingeniøren Valdemar Poulsen. Filmen er produceret af Politiken-Fonden.
Den korte dokumentarfilm beskrives af Det Danske Filminstitut med "Ingeniør Valdemar Poulsen (1869-1942) ved sin station for trådløs telegrafi og telefoni på Radiomarken ved Bagsværd Sø. En mand ses kravle ned fra den høje sendemast. Der kigges på strimler sammen med Politiken-journalist Anker Kirkeby og en anden mand."